# Бугова, Лия Исааковна
Лия Исааковна Бугова ( 10 (22) апреля 1900, Немиров — 29 апреля 1981, Одесса) — советская театральная актриса, народная артистка Украинской ССР (1946).

## Биография
Родилась 10(22) апреля 1900 года в еврейской семье в г. Немиров Подольской губернии.  Училась в Немировской и Винницкой женскоих гимназиях. В 1917 году   примкнула к бродячему театру. Во время гражданской войны служила в Красной Армии, влюбилась в революционера-подпольщика, за которого и вышла замуж. Его убили белые и тело бросили в реку Буг. В память о погибшем муже  взяла фамилию Бугова.
Училась в театральной студии общества Култур-лиге.  Закончила курсы актерского мастерства В. Смышляева (Москва, 1919). С 1920 года до 1941 года была актрисой Винницкого русского театра,  государственного  еврейского театра "Кунст-винкл" (Киев), передвижного театра "Ройтер факел" ("Красный факел"),  Одесского государственного еврейского театра (ГОСЕТ), Одесского русского драматического театра. Член КПСС с 1941 года.
В годы Великой Отечественной войны работала в труппах драматического театра Красной Армии Киевского военного округа (г. Чита, 1942 — 1943 гг.), театра Красной Армии в Одессе (1944 — 1945 гг).
С 1945 года была ведущей актрисой Одесского русского драматического театра имени А. Иванова.
Избиралась депутатом Винницкого и Одесского городских советов депутатов трудящихся.
Умерла 29 апреля 1981 года в Одессе. Похоронена на 60-м участке 3-го еврейского кладбища..

###### Увековечение памяти
В Одессе была учреждена театральная премия имени Л. И. Буговой и И. И. Твердохлеба.

## Награды
- Ордена Трудового Красного Знамени (23.01.1948), «Знак Почёта» (24.11.1960)
- Медали "За доблестный труд  в Великой Отечественной войне 1941—1945 гг.", "За победу над Германией в Великой Отечественной войне 1941—1945 гг.", "За доблестный труд. В ознаменование 100-летия со дня рождения Владимира Ильича Ленина".
- Почетные звания "Заслуженная артистка УССР", "Народная артистка Украинской ССР".

## Роли в театральных постановках
- «Без вины виноватые» (А. Н. Островский)
- "Три сестры" (А. П. Чехов)
- "Хозяйка гостиницы" (К. Гольдони)
- "Мадам Бовари" (Г. Флобер)
- "Кптимистическая трагедия" (В. В. Вишневский)
- "Мать" (М. Горький)
- «Филумена Мартурано» (Эдуардо Де Филиппо)
- «Завтра  — тишина» (Винья Дельмар) и др.